# Cretoelaterium kazanovense
Cretoelaterium kazanovense là một loài bọ cánh cứng trong họ Elateridae. Loài này được Alexeev miêu tả khoa học năm 2008.